# Frontier (superordinateur)
Pour les articles homonymes, voir Frontier.
Frontier, ou OLCF-5, est le premier supercalculateur exaflopique au monde, hébergé à l'Oak Ridge Leadership Computing Facility (OLCF) dans le Tennessee, aux États-Unis. C'est le successeur de Summit (OLCF-4). Frontier devient en juin 2022 le supercalculateur le plus rapide au monde,,,, avec une performance au Rmax de 1,102 exaFLOPS.

## Composition
Frontier utilise une combinaison de 9 472 processeurs AMD Epyc 7453s "Trento" 64 cœurs 2 GHz (606 208 cœurs) et 37888 processeurs graphiques AMD Radeon Instinct MI250X  (8 335 360 cœurs) soit 8 941 568 cœurs au total, et occupe 74 baies 19 pouces (48,26 cm). Il utilise un système d'interconnexions cohérentes entre ses CPU et GPU, permettant à la mémoire GPU d'être accessible de manière plus efficace par le code exécuté sur les CPU Epyc.

## Fabrication
La machine a été construite pour un coût de 600 millions de dollars américains. La construction a commencé en 2021 et s'est achevée en 2022. Sa puissance a été mesurée à 1,1 exaFlops en mai 2022, ce qui en fait le supercalculateur le plus rapide au monde d'après l'édition de juin 2022 de la liste TOP500, en remplacement de Fugaku.
Le supercalculateur est également en 7e position de la liste Green500 des supercalculateurs les plus efficaces en matière de performance par watt, mesuré à 52,23 gigaflops/watt.